# Рыбно-Ватажское сельское поселение
Ры́бно-Вата́жское се́льское поселе́ние — муниципальное образование в составе Кильмезского района Кировской области России.
Центр — деревня Рыбная Ватага.

## История
Рыбно-Ватажское сельское поселение образовано 1 января 2006 года согласно Закону Кировской области от 07.12.2004 № 284-ЗО.

## Население
| 2010 | 2012  | 2013  | 2014 | 2015 | 2016 | 2017 |
| ---- | ----- | ----- | ---- | ---- | ---- | ---- |
| 1100 | ↘1034 | ↘1000 | ↘961 | ↗964 | ↘928 | ↘884 |
| 2018 | 2019  | 2020  | 2021 |      |      |      |
| ↘866 | ↘808  | ↘778  | ↘656 |      |      |      |

## Состав
В состав поселения входят 10 населённых пунктов (население, 2010):
| - деревня Рыбная Ватага — 479 чел.; - деревня Байбеки — 0 чел.; - деревня Волга — 0 чел.; - деревня Дорошата — 1 чел.; - деревня Дурга — 4 чел.; | - лесоучасток Каменный Перебор — 247 чел.; - деревня Кульма — 76 чел.; - деревня Новая Жизнь — 4 чел.; - посёлок Осиновка — 172 чел.; - деревня Тат-Бояры — 117 чел. |

## Известные уроженцы
- Мельников Иван Иванович (1905—1995) — советский военачальник, генерал-майор (1943) — участник Гражданской войны в Испании, Советско-финской и Великой Отечественной войны. Родился в деревне Рыбная Ватага.
- Радыгин, Пётр Иванович (1896—1947) — советский военачальник, генерал-майор (1944), Краснознамёнец (1920) — участник Первой мировой, Гражданской,  Советско-польской, Великой Отечественной и Советско-японской войн. Родился в деревне Острый Мыс (упразднена).
- Владимир Трофимович Кудрин (22 февраля 1924, Малмыжский уезд, Вятская губерния — 15 ноября 1995, Сакский район, АР Крым) — младший сержант Рабоче-крестьянской Красной Армии, участник Великой Отечественной войны, Герой Советского Союза (1945). Родился в деревне Наумовщина, относившаяся к Кильмезской волости Малмыжского уезда, в последующем входила в состав Наумовского, затем — Рыбно-Ватажского сельсовета Кильмезского района Кировской области; упразднена 22.11.1994